# Schleswig-Holsteinisches Schulblatt
Das Schleswig-Holsteinische Schulblatt war eine in deutscher Sprache erscheinende Fachzeitschrift für Schulwesen mit anfangs religionspädagogischem Schwerpunkt. Es erschien erstmals am 2. April 1839, bis 1848 in vierteljährlichem Turnus, danach monatlich, z. T. als Doppelheft. Die Zeitschrift wurde ab 1853 unter dem Titel Schleswig- und Holsteinisches Schulblatt, ab 1856 dann als Schulblatt für die Herzogthümer Schleswig und Holstein im selben Verlag bei fortlaufender Jahrgangszählung bis 1860 fortgeführt.
Während der 22 Jahre des Erscheinens wechselte die Redaktion sechs Mal. Gründer der Zeitschrift und Herausgeber der ersten beiden Jahrgänge war Carl Nicolaus Kähler, der anfangs einen Großteil der Beiträge selbst verfasste. Dabei fand das Schulblatt von Beginn an landesweit große Resonanz unter Lehrern und Pädagogen, Kählers „originellen Aufsätze“, so hieß es, „wurden mit großem Interesse entgegengenommen“. Er gewann als Mitherausgeber für den zweiten Jahrgang, mit dem er selbst bereits aus der Redaktion ausschied, Karl Christian Tadey. Nach dem frühen Tod Tadeys folgte in dieser Position Jacob Asmussen mit F. Langfeldt und N. Nissen. Die Zeitschrift fand auch überregional „bedeutend Anklang“, so dass ein Großteil der Auflage nach 1848 außerhalb Schleswig-Holsteins vertrieben wurde.